# César Reyes
César Alejandro Reyes Muñoz (Santiago, 22 de junio de 1988) es un kinesiólogo y exfutbolista chileno.

## Trayectoria
Llegó a las canteras de Colo-Colo en el año 2000. Al cual fue llevado luego de que Lizardo Garrido lo vio jugar en una escuela de fútbol en la comuna de Las Condes. Debutó en el plantel de honor de Colo-Colo el 10 de septiembre de 2006 frente a Santiago Wanderers.
Mientras desarrollaba su carrera como futbolista estudió kinesiología. Una vez que se retiró del fútbol, a los 23 años, se dedicó de forma exclusiva a esa profesión. Durante la pandemia de enfermedad por coronavirus que afectó a Chile, trabajó en el Hospital de Urgencia Asistencia Pública (Posta Central) en la unidad de urgencias, como uno de los encargados de los equipos de ventilación mecánica.

## Clubes
| Club                 | País  | Año       |
| -------------------- | ----- | --------- |
| Colo-Colo            | Chile | 2006-2007 |
| Deportes Concepción  | Chile | 2008      |
| Deportes Antofagasta | Chile | 2008      |
| Deportes Concepción  | Chile | 2009      |
| Naval                | Chile | 2009-2010 |
| Barnechea            | Chile | 2011      |

## Títulos

### Campeonatos nacionales
| Título           | Club      | País  | Año    |
| ---------------- | --------- | ----- | ------ |
| Primera División | Colo-Colo | Chile | 2006-C |
| Primera División | Colo-Colo | Chile | 2007-A |
| Primera División | Colo-Colo | Chile | 2007-C |
| Tercera A        | Barnechea | Chile | 2011   |